# Ван Лина
Ван Лина (кит. 王麗娜, англ. Wang Lina; р. 5 февраля 1978, Ичунь, провинция Хэйлунцзян, Китай) — китайская волейболистка, нападающая-доигровщица. Чемпионка летних Олимпийских игр 2004 года.

## Биография
Волейболом Ван Лина начала заниматься в 1990 в юниорской команде провинции Ляонин, но в том же году была переведена в армейский клуб «Байи», а в 1995 дебютировала в основном составе армейской клубной команды.
В 18-летнем возрасте Ван Лина дебютировала в сборной Китая, приняв в её составе участие в олимпийских играх в Атланте и став серебряным призёром Олимпиады. Несмотря на небольшой по современным волейбольным меркам рост, молодая спортсменка прочно утвердилась в национальной команде, умело используя в игре свои лучшие качества — высокий прыжок, сильный удар, качественный приём. В 1997 Ван Лина впервые стала чемпионкой Азии, в 1998 — победителем Азиатских игр и серебряным призёром чемпионата мира, в 1999 — двукратной чемпионкой Азии и бронзовым призёром Гран-при. После неудачи на Олимпиаде-2000, где китайская сборная выбыла из борьбы за награды уже на четвертьфинальной стадии, Ван Лина покинула национальную команду.
В 2003 Ван Лина была признана лучшим игроком чемпионата Китая и вновь была приглашена в сборную страны. В том году она стала победителем Гран-при, чемпионкой Азии (уже в 3-й раз) и обладателем Кубка мира. В 2004 сборная Китая выиграла олимпийский волейбольный турнир в Афинах и одним из ключевых игроков команды была Ван Лина, неизменно выходившая в стартовом составе и ставшая в своей сборной третьей по результативности (после Ян Хао и Чжан Пин). После олимпийского триумфа волейболистка окончательно завершила карьеру в сборной. На клубном уровне Ван Лина выступала ещё на протяжении 8 лет, после чего в 2012 году покинула спорт.

### Клубная карьера
- 1995—2008 —  «Байи» (Шэньчжэнь);
- 2009—2010 —  «Гуанчжоу Цзяньлун» (Гуанчжоу);
- 2011—2012 —  «Гуандун Эвергрэнд» (Гуанчжоу).

## Достижения

### С клубами
- двукратная чемпионка Китая — 2002, 2012;
  - 5-кратный серебряный (2001, 2003—2005, 2008) и бронзовый (2000) призёр чемпионатов Китая.
- серебряный призёр клубного чемпионата Азии 2004.

### Со сборной Китая
- Олимпийская чемпионка 2004;
  - серебряный призёр Олимпийских игр 1996.
- серебряный призёр чемпионата мира 1998.
- победитель розыгрыша Кубка мира 2003.
- победитель Гран-при 2003;
  - бронзовый призёр Гран-при 1999.
- чемпионка Азиатских игр 1998.
- 3-кратная чемпионка Азии — 1997, 1999, 2003.

### Индивидуальные
- 2003: MVP чемпионата Китая.